# 라미 함달라

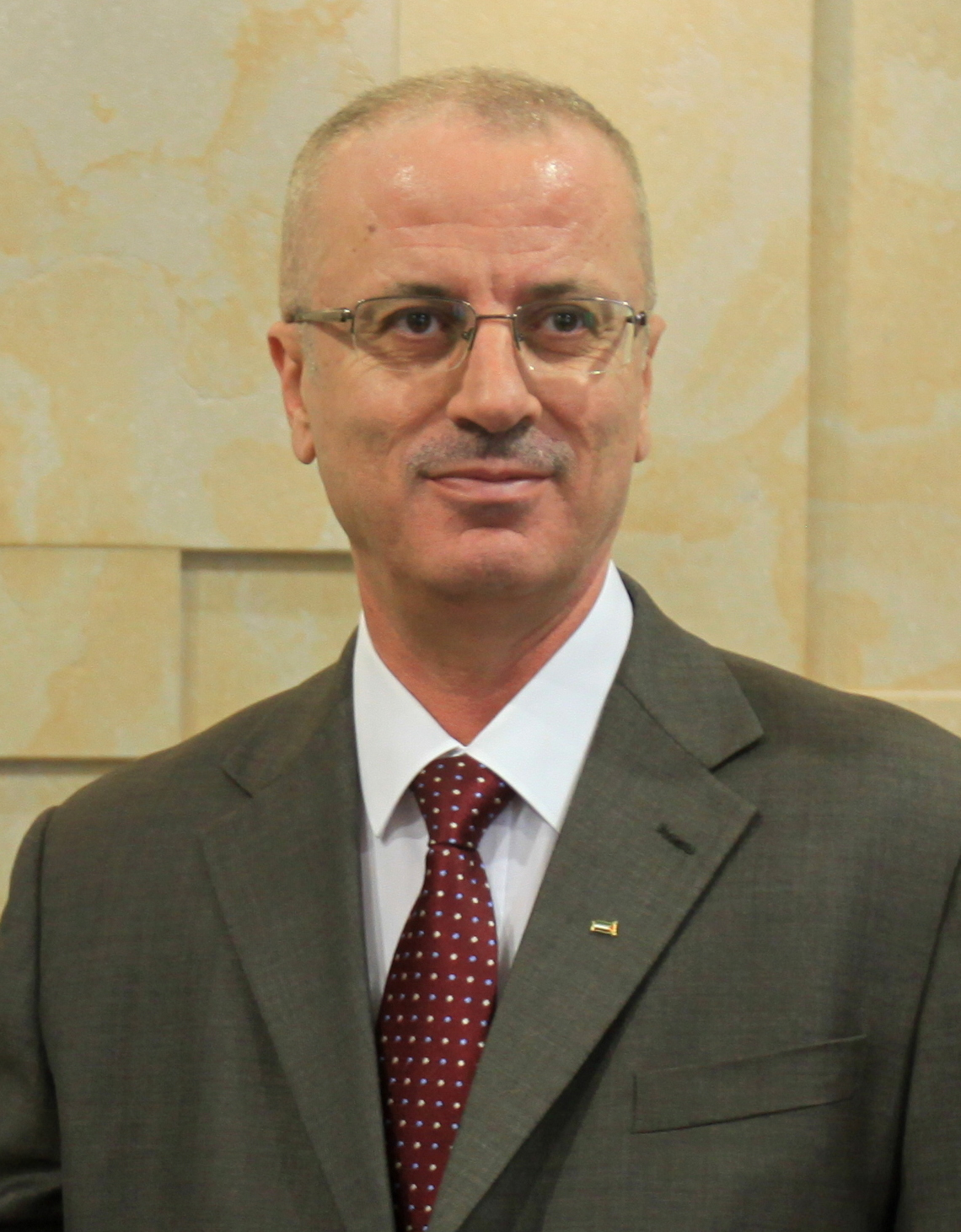
라미 함달라

라미 함달라(1958년 8월 10일 요르단강 서안 지구 툴카름주 아납타 ~ , 아랍어: رامي حمدالله)는 팔레스타인의 정치인 겸 학자이다. 함달라는 팔레스타인의 전 총리이며, 나블루스에 위치한 안나자 국립 대학교 총장을 맡고 있다.
1980년 요르단 대학교를 졸업했고 1982년 영국 맨체스터 대학교 문학 석사 학위, 1988년 영국 랭커스터 대학 언어학 박사 학위를 취득했다. 2013년 9월 19일 팔레스타인의 국가 수반인 마흐무드 압바스가 새로운 정부를 구성해 달라는 요청을 받고 팔레스타인의 총리로 임명되었다. 2014년부터 2019년까지 팔레스타인의 총리를 지냈다.